# 크롤 (2011년 영화)
《크롤》(Crawl)은 오스트레일리아에서 제작된 폴 차이나 감독의 2011년 범죄, 스릴러 영화이다. 조지 셰프소브 등이 주연으로 출연하였다.

## 출연

### 주연
- 조지 셰프소브
- 조지나 헤이그
- 폴 홈즈
- 앤디 바클레이
- 폴 브라이언트
- 로렌 딜런

## 개봉
미국에서는 블러디 디스거스팅을 통해 2012년 9월 1일 개봉되었으며 영국에서는 2013년 2월 22일 어로우 필름스를 통해 극장 개봉하였다.